# ديمتري لورز
ديمتري لورز (بالإيطالية: Dimitri Lauwers)‏ مواليد 12 يوليو 1975 في بلجيكا، هو لاعب كرة سلة بلجيكي. بدأ مسيرته الاحترافية في سنة 1997. لعب مع أوستند من سنة 1997 إلى 2000، ثم لعب مع لو مان سارت باسكت في الدوري الفرنسي في موسم 2000–2001، ثم لعب مع شوليه باسكت في موسم 2001–2002، ثم لعب مع جاي دي أيه ديجون في الدوري الفرنسي من سنة 2002 إلى 2004، ثم لعب مع تيرامو باسكت في الدوري الإيطالي في موسم 2004–2005، ثم لعب مع سكافاتي باسكت من سنة 2005 إلى 2008، ثم لعب مع فيرتوس بالاكانسترو بولونيا في موسم 2008–2009، ثم لعب مع إس إس فليتشي سكاندون في الدوري الإيطالي من سنة 2009 إلى 2012، ثم لعب مع أوستند في سنة 2012.

## روابط خارجية
- ديمتري لورز على موقع الاتحاد الدولي لكرة السلة (الإنجليزية)
- ديمتري لورز على موقع كرة السلة الأوروبية.كوم (الإنجليزية)
- ديمتري لورز على موقع ريلجم (الإنجليزية)
- ديمتري لورز على موقع بروبوليرز (الإنجليزية)
- ديمتري لورز على موقع سبورتس رفرنس (الإنجليزية)